# Hybogaster micholitzi
Hybogaster micholitzi är en stekelart som först beskrevs av Cameron och Embrik Strand 1912.  Hybogaster micholitzi ingår i släktet Hybogaster och familjen bracksteklar. Inga underarter finns listade i Catalogue of Life.